# Aeropuerto Seymour

El Aeropuerto Ecológico Galápagos (IATA: GPS; ICAO: SEGS), más conocido como Aeropuerto Galápagos-Seymour o Aeropuerto Seymour de Baltra, es un aeropuerto situado en la isla Baltra, en el archipiélago de las islas Galápagos en Ecuador. Es el tercer aeropuerto con mayor tráfico de pasajeros de Ecuador. 

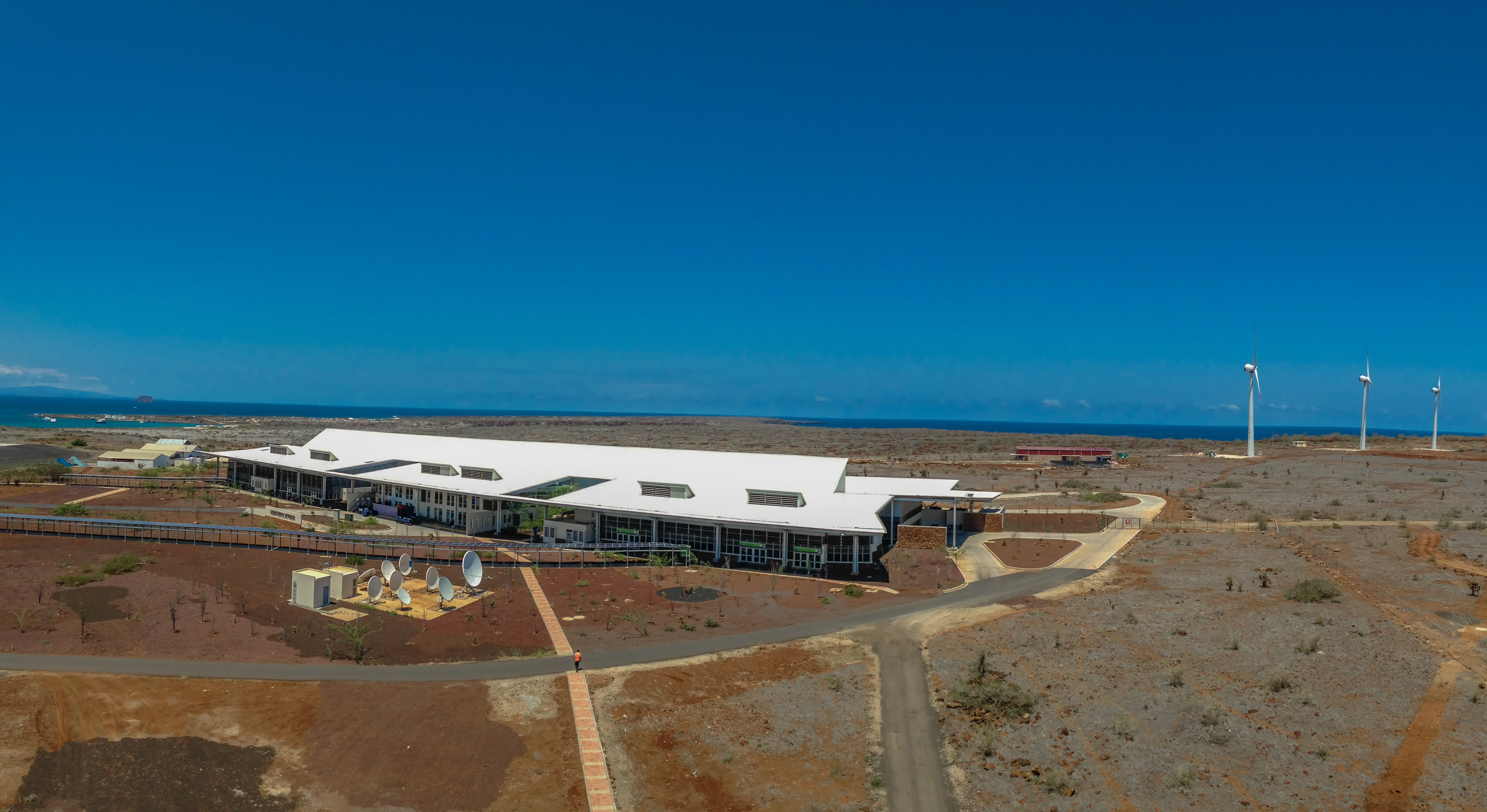
Exterior del aeropuerto Seymour (2016).

## Descripción

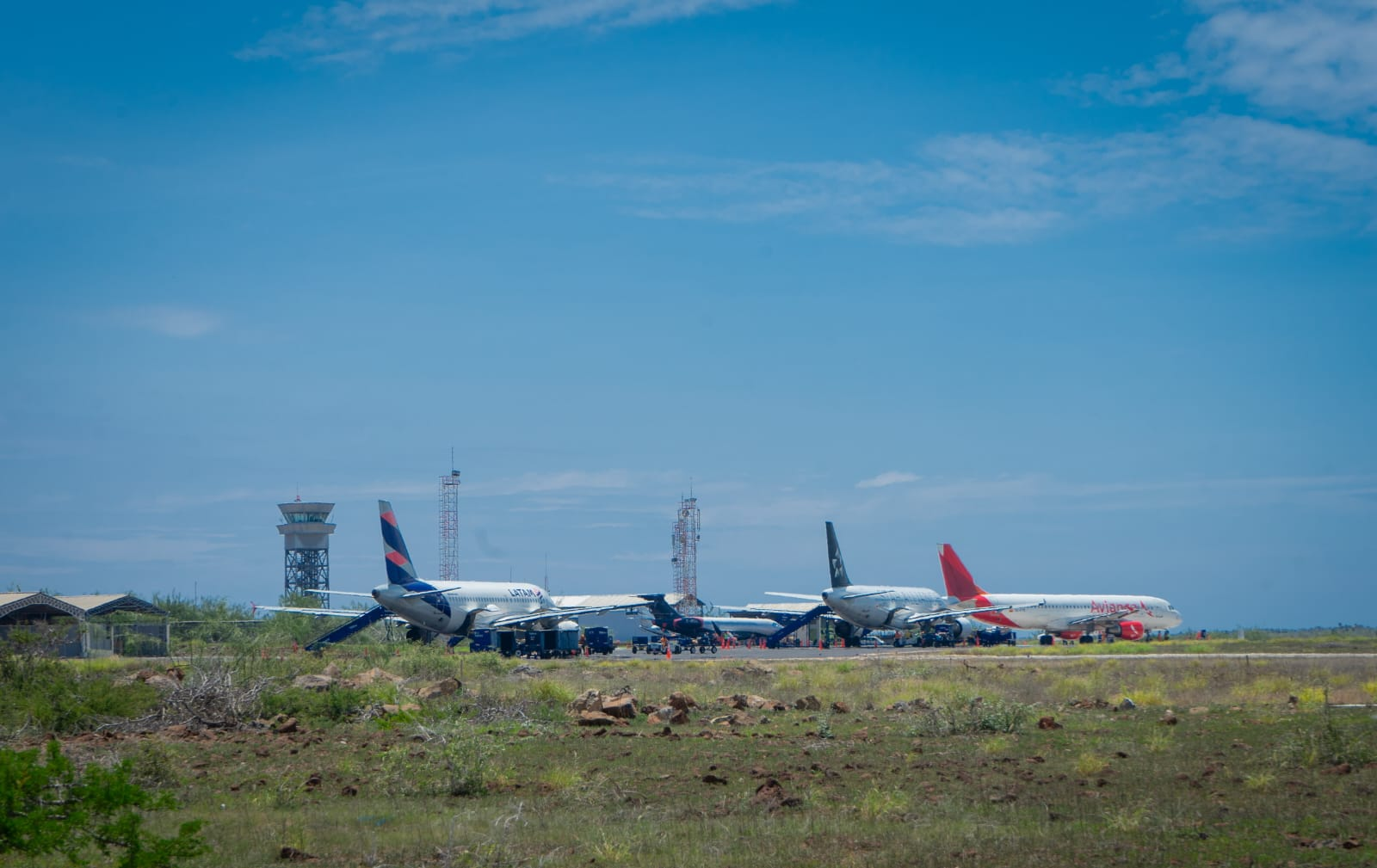
Aviones en el aeropuerto Seymour (2024).

El Aeropuerto de Seymour o Baltra es el principal aeropuerto de entrada a Galápagos y recibe en promedio el 70% de los pasajeros que llegan a las islas Galápagos, que fueron declaradas en 1978 Patrimonio Natural de la Humanidad. Se trata del Primer Aeropuerto Ecológico del Mundo y el Primero en Latinoamérica y el Caribe en ser Carbono Neutro, además de contar con instalaciones nuevas.
El operador del Aeropuerto de Baltra es la Corporación América Airports, CAAP, uno de los operadores privados aeroportuarios más grandes del mundo. La operación de ECOGAL ha recibido varias certificaciones y reconocimientos.
El Aeropuerto de Seymour o Baltra está ubicado a pocos kilómetros de la Base Aérea Baltra de la Fuerza Aérea del Ecuador (FAE), que empezó a operar en 1961.

## Historia
- 2008. La Corporación América Airports gana la licitación realizada por el gobierno de Ecuador para construir y operar un aeropuerto en las Islas Galápagos.[5]
- 2011. La Corporación América Airports firma el contrato de concesión para la construcción de un aeropuerto ecológico en la Isla Baltra.[6]
- 2013. Se termina la construcción del Aeropuerto Ecológico de Galápagos.
- 2015. Se inaugura el aeropuerto.[7]

## Destinos y aerolíneas
| Destinos          | Aeropuertos                                     | Aerolíneas      | Frecuencias semanales        |
| ----------------- | ----------------------------------------------- | --------------- | ---------------------------- |
| Guayaquil, Guayas | Aeropuerto Internacional José Joaquín de Olmedo | Avianca Ecuador | 13                           |
| Guayaquil, Guayas | Aeropuerto Internacional José Joaquín de Olmedo | LATAM Ecuador   | 20                           |
| Quito, Pichincha  | Aeropuerto Internacional Mariscal Sucre         | Avianca Ecuador | 20 (7 directos y 13 vía GYE) |
| Quito, Pichincha  | Aeropuerto Internacional Mariscal Sucre         | LATAM Ecuador   | 20 (vía GYE)                 |

### Destinos chárter
| Destinos                 | Aeropuertos                  | Aerolíneas                       |
| ------------------------ | ---------------------------- | -------------------------------- |
| Isabela, Galápagos       | Aeródromo Luis Estrada Ycaza | Emetebe Taxi Aéreo Fly Galápagos |
| San Cristóbal, Galápagos | Aeropuerto de San Cristóbal  | Emetebe Taxi Aéreo Fly Galápagos |

## Estadísticas
|      | Pasajeros |
| ---- | --------- |
| 2016 | 216.968   |
| 2017 | 235.898   |
| 2018 | 261.370   |
| 2019 | 245.492   |
| 2020 | 73.279    |
| 2021 | 235.762   |
| 2022 | 231.782   |
| 2023 | 270.299   |

| # | Destinos          | Pasajeros | Dif. 2022  | Aerolíneas                             |
| - | ----------------- | --------- | ---------- | -------------------------------------- |
| 1 | Quito, Pichincha  | 143.761   | 12,25%     | Avianca Ecuador, LATAM Ecuador, Equair |
| 2 | Guayaquil, Guayas | 119.276   | 15,9%      | Avianca Ecuador, LATAM Ecuador, Equair |
| 3 | Manta, Manabí     | 5392      | Nueva ruta | Avianca Ecuador                        |

## Servicios en el aeropuerto

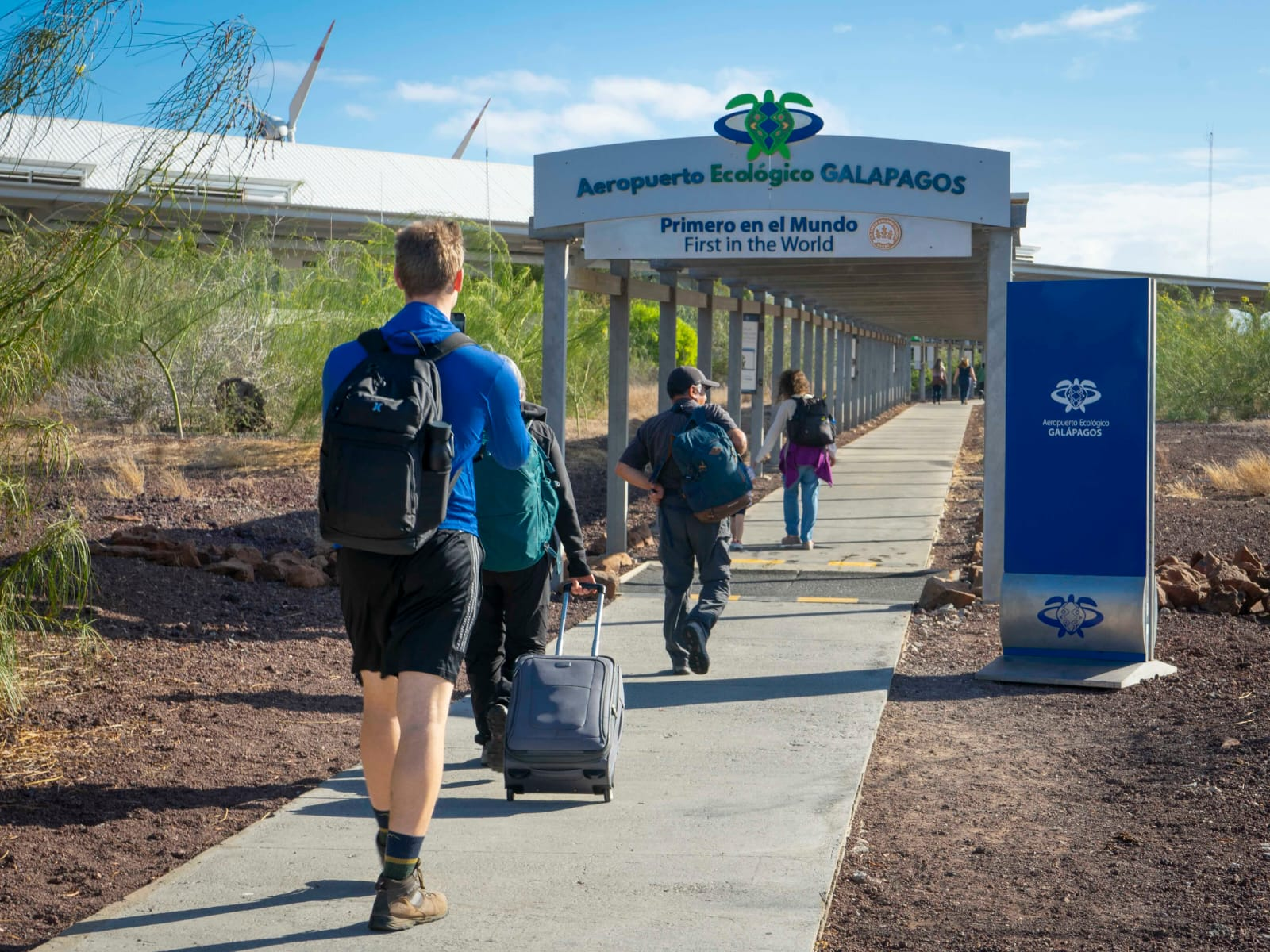
Pasajeros ingresando al aeropuerto.

El Aeropuerto de Seymour dispone de:
- Salas VIP
- Transporte
- Locales comerciales
- Restaurantes
- Consultorio médico
- Cajeros automáticos

### Servicios adicionales
El Aeropuerto Seymour ofrece para las aeronaves privadas los servicios para recibir esos aviones particulares; así como asesoría para el trámite de los permisos necesarios para la autorización del ingreso; y complementarios como el alojamiento de las tripulaciones o de alimentación a bordo.

## Procedimientos de control de carga

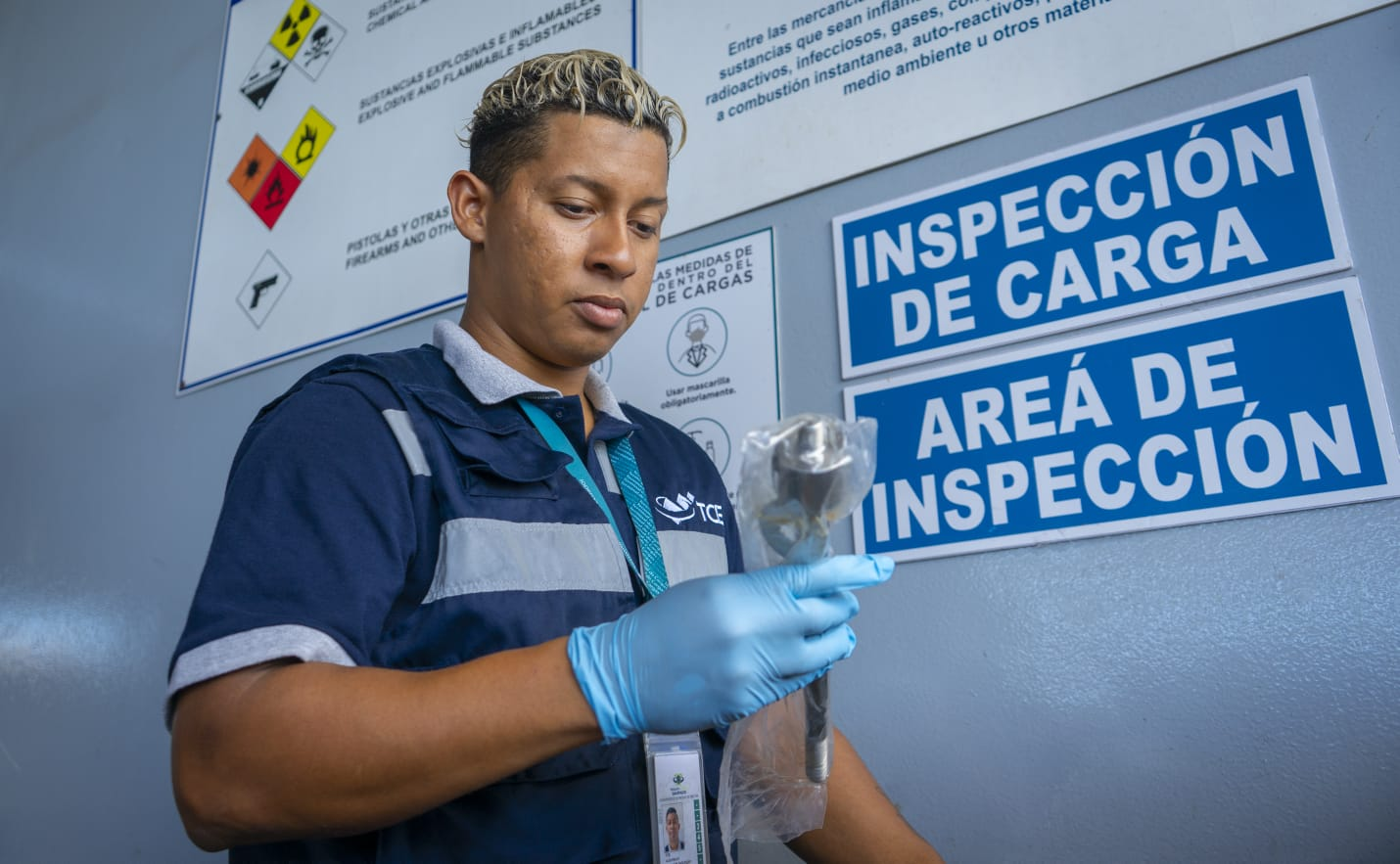
Toda la carga que llega y sale del aeropuerto es inspeccionada para evitar el ingreso de productos prohibidos y la salida de especies protegidas (2024).

El Aeropuerto de Seymour o Baltra brinda todas las facilidades para que las autoridades nacionales y locales realicen los controles de ingreso y salida de pasajeros. 
Junto con guardaparques del Parque Nacional Galápagos y la Unidad de Protección Ambiental de la Policía del Ecuador se realizan revisiones al equipaje y la carga que sale e ingresa a las islas para evitar que ingresen productos no permitidos y se trafique vida silvestre. Una muestra de su efectividad fue la incautación de 185 tortugas gigantes juveniles que se encontraron en una maleta que tenía como destino la ciudad costera de Guayaquil en la costa del Ecuador. En el decomiso de las 185 tortugas se detuvo a un policía del Ecuador en servicio activo que fue condenado a tres años de prisión.

## Protección de las iguanas terrestres
Previo a cada aterrizaje y despegue de los aviones, el personal de ECOGAL con guardaparques del Parque Nacional Galápagos y la Policía recorren la pista del aeropuerto y los jardines para verificar que no existan iguanas en esas zonas.

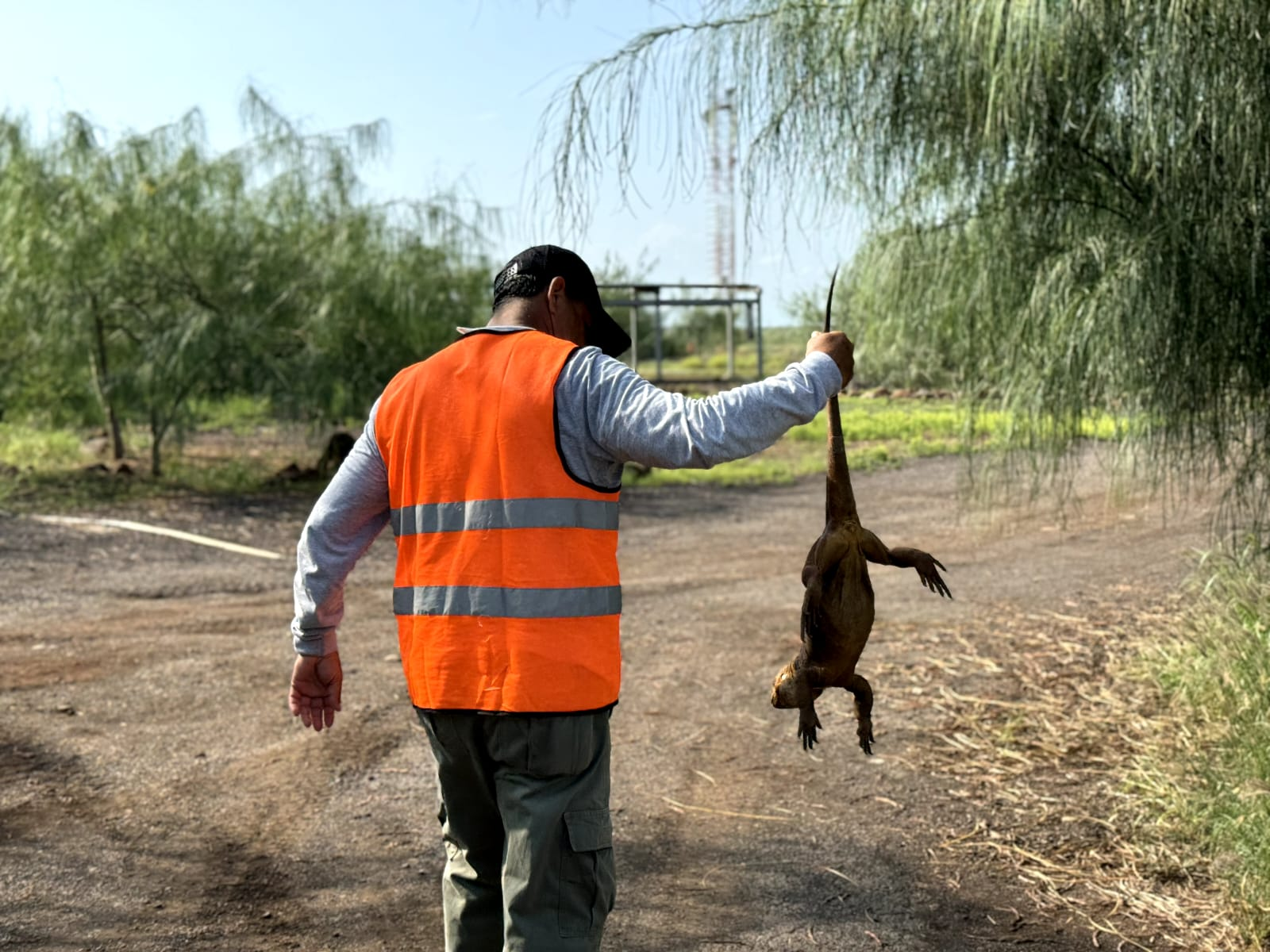
Guardaparque de Galápagos retira iguana que estaba próxima a la pista (2024).

Según el Parque Nacional Galápagos, en la isla Baltra habitan 2.462 iguanas terrestres; algunas de ellas buscan la pista para calentarse con el sol o hacer sus madrigueras cerca. Si se encuentran iguanas, estas son retiradas por personal calificado para ser llevadas a lugares seguros, tanto para ellas como para evitar incidentes.
Las iguanas terrestres de Baltra fueron repatriadas desde la isla Santa Cruz, del centro de Crianza del Parque Nacional Galápagos. Este fue uno de los programas de reproducción más exitosos del Ecuador.
Para 1954 las iguanas de la isla de Baltra se extinguieron por la presencia de animales introducidos: gatos, cabras y ratas. El Parque Galápagos realizó una campaña de erradicación de gatos, cabras y ratas y simultáneamente reprodujo iguanas terrestres en cautiverio que son descendientes de las que se reubicaron en la isla Seymour Norte, 300 metros de Baltra.
En los años 90, se reintrodujeron iguanas terrestres en Baltra nacidas en cautiverio y para 1997 ya se registraron iguanas juveniles que habían nacido en esa isla. En total el Parque Galápagos reintrodujo 700 iguanas y para el 2008, se declaró al Programa de Crianza de iguanas en Cautiverio como concluido.

## Certificaciones
Esta terminal aérea, calificada como el Primer Aeropuerto Ecológico del Mundo presenta una lista de reconocimientos.

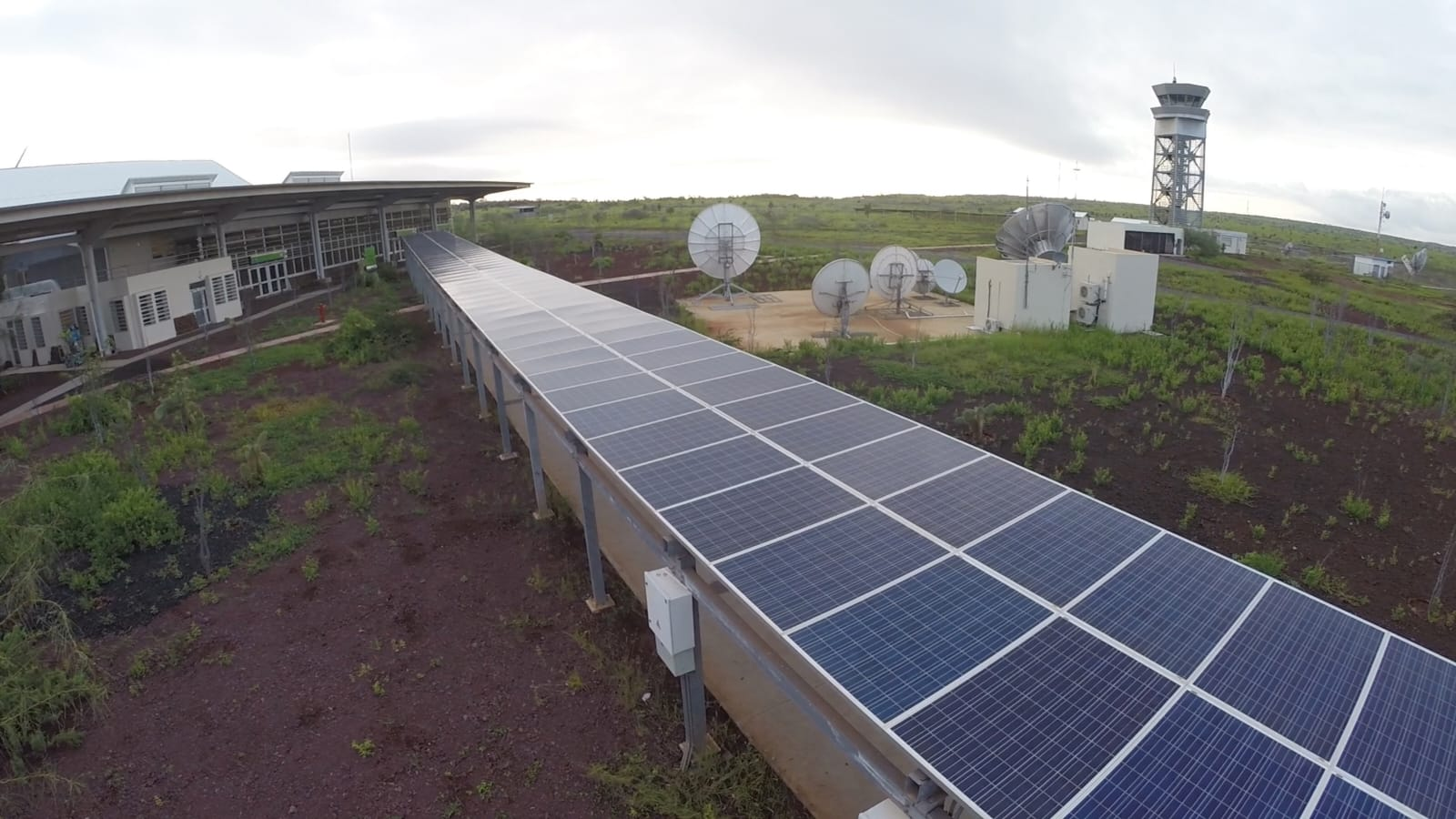
Paneles solares del Primer Aeropuerto Ecológico del Mundo.

La construcción de la terminal se realizó con material reciclado del antiguo aeropuerto, con tubos desechados de instalaciones petroleras y con un diseño que aprovecha las condiciones naturales: para la ventilación, por ejemplo, se orientaron las ventanas en dirección de la corriente de aire, no existen habitaciones o salones con aire acondicionado; solamente la sala de los servidores (computadoras y comunicaciones) cuenta con climatización. 
La mayor parte de su energía proviene de fuentes renovables. Cuenta con una red de paneles solares que cubren el pasillo de ingreso y parte de las instalaciones. El agua se reutiliza y se ha optimizado el consumo de energía y recursos para limitar las emisiones de gases de efecto invernadero. Mantiene programas ambientales con vario socios como la Fundación Circular, la empresa Ithchion y para temas de Responsabilidad Social, ejecuta iniciativas con CERES Ecuador.

### Reconocimientos internacionales

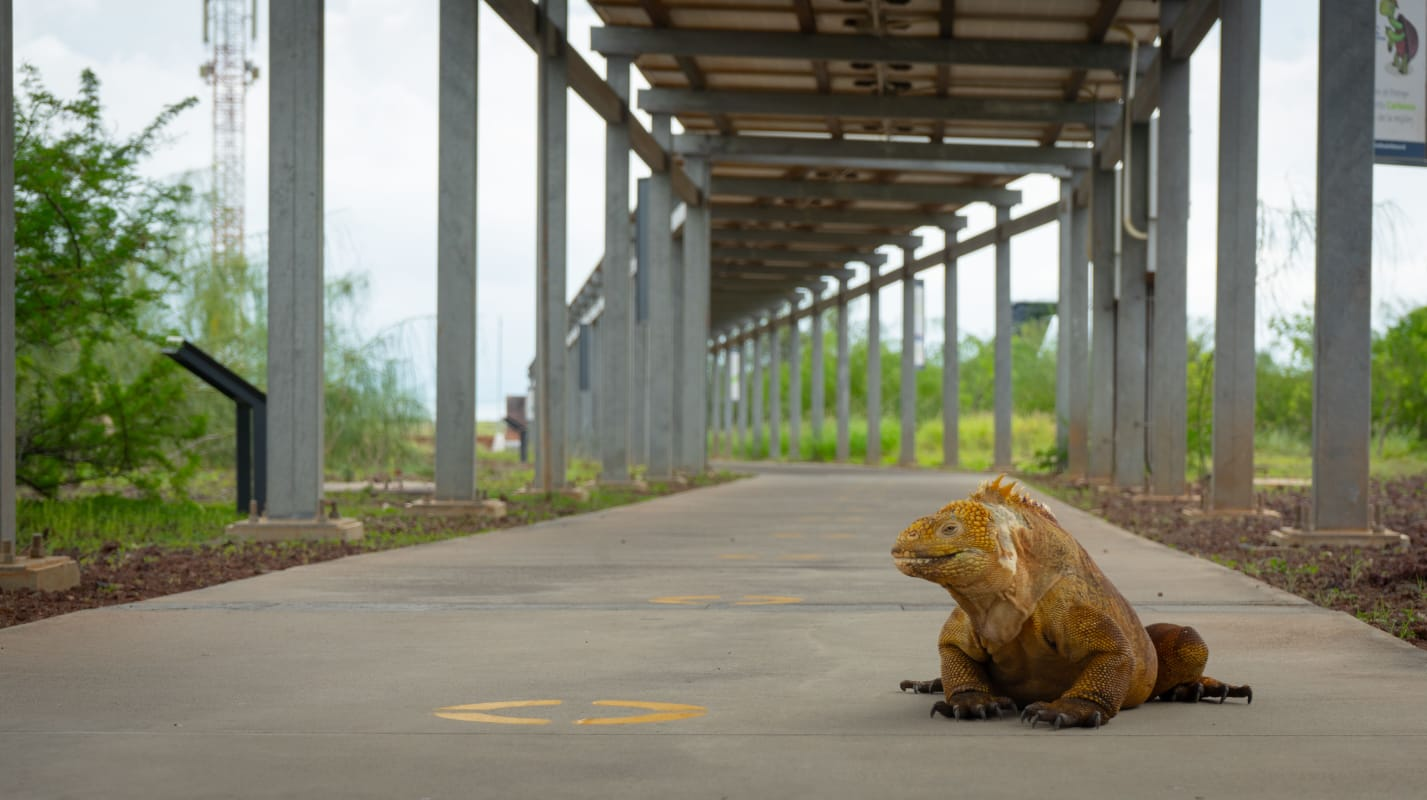
Iguana descansando en el Aeropuerto.

- 2014 Certificación LEED nivel Oro otorgada por el U.S. Green Building Council[20]
- 2015 con el aval de SGS y acreditada por el National Accreditation Board, ANAB,[21] por un completo Sistema de Gestión Ambiental, SGA.
- 2015 Identificación Huella de Carbono del programa Airport Carbon Accreditation (ACA) del Airport Council International (ACI)
- 2017 Carbono Neutro otorgado por el Consejo Internacional de Aeropuertos[22] (ACI, a través del programa Airport Carbon Acreditation. Son los primeros en Latinoamérica y el Caribe en obtenerlo. Esta certificación se renueva anualmente, disponen ya de seis certificados.
- 2018 BID Invest entregó el certificado “Empleador de Preferencia”,[23] luego de aplicar la Herramienta Empresarial de Género WEP; el 50% del personal es femenino.
- 2018 Con ONU Mujeres se firma del acuerdo para cumplir con los 7 Principios de Empoderamiento Femenino.
- 2019 Premios de Calidad de Servicios ASQ del Consejo Internacional de Aeropuertos (ACI) catalogados como el mejor aeropuerto de Latinoamérica en la categoría de menos de dos millones de pasajeros.
- 2019 Ecogal firma la Declaración Buckingham Palace, una iniciativa contra el tráfico ilegal de especies.[24]
- 2020 Certificación Aeropuerto Seguro de Airport Health Accreditation del Airport Council International (ACI)
- 2020 Certificación ISO14001:2015 Sistemas de Gestión Ambiental
- 2022 Great Place to Work Ecuador emitió el premio Mejores Lugares para Trabajar para Mujeres en Ecuador 2022 a ECOGAL en la categoría de hasta 500 colaboradores.[25]